# Anúncio de jornal
Anúncio de jornal é uma informação publicada em um jornal, que faz uma propaganda, um pedido, ou outros tipos de comunicação que interesse ao público em geral, necessitando ou não de uma resposta para o autor. Em jornais impressos e revistas, além de websites, os anúncios podem ser publicados junto ao conteúdo editorial ou em seções separadas, denominadas Classificados. Já na televisão e no rádio, os anúncios são normalmente veiculados durante os intervalos da programação.
Nas empresas jornalísticas, os anúncios são gerenciados e negociados pelo Departamento Comercial, que funciona à parte - porém em contato - da redação (os jornalistas propriamente ditos).
Nas sociedades capitalistas industralizadas, a publicidade é a principal fonte de sustentação financeira das empresas jornalísticas. Este modelo, teoricamente, garantiria a independência da imprensa em relação aos governos e poderes políticos locais, ainda que, por outro lado, crie uma dependência dos interesses comerciais dos próprios anunciantes.